# The Other
The Other est un groupe allemand d'horror punk, originaire de Leichlingen, en Rhénanie-du-Nord-Westphalie. The Other est considéré comme le représentant le plus connu du genre horror punk en Europe. Le nom du groupe fait référence à « l'étranger » ou à « l'inconnu » et provient de la littérature et de la psychologie (voir Unheimlich).

## Histoire

### Débuts
Le groupe est formé en 2002 à Leichlingen. Depuis 1999, Rod Usher, Sarge von Rock, Dr. Caligari et Andy Only étaient déjà actifs en tant que groupe de reprises de Misfits sous le nom de Ghouls. Avant cela, le chanteur Rod Usher était également guitariste dans le groupe de sludge metal Forced to Decay. The Other se fait rapidement fait un nom sur la scène punk et death rock grâce à leurs tenues effrayantes et leur attitude appropriée, inspirée par les vieux films d'horreur de série B.
Après la sortie de leur premier album They're Alive !,, le groupe joue en première partie des Misfits, Wednesday 13, Balzac et The 69 Eyes. En 2006, le deuxième album We Are Who We Eat sort et consolide le statut du groupe. Deux tournées en Allemagne et des concerts avec Bela B., Wednesday 13, The Meteors, The Cult, The Damned, The Bones et d'autres groupes populaires suivent. Le premier changement de line-up de The Other a lieu en décembre 2006, lorsque le bassiste et membre fondateur Andy Only quitte le groupe. L'ancien roadie du groupe, Migore Drake, passe à la basse en tant que membre permanent.
En janvier 2007, The Other effectue sa première tournée aux États-Unis. En septembre 2007, la première bande dessinée du groupe, Tales of The Other, paraît aux éditions Weissblech. Cette BD est l'œuvre de l'auteur et dessinateur Levin Kurio ainsi que du dessinateur Rainer F. Engel. Par ailleurs, le premier clip musical du groupe est tourné en 2007, avec la participation de l'actrice pornographique de l'époque, Leonie Saint.
Le troisième album de The Other, The Place to Bleed, sort en mai 2008 et se révèle plus dur musicalement que les albums précédents. Par la suite, le groupe a participé à de grands festivals comme le M'era Luna Festival ou le Wave-Gotik-Treffen, et fait une tournée avec ses collègues de label de l'époque, Blitzkid. En 2009, The Other annonce une pause limitée sur scène afin de travailler sur les morceaux de leur quatrième album et sur la deuxième partie de leur bande dessinée. Néanmoins, quelques concerts en festival sont confirmés pour des festivals en plein air comme Amphi Festival, Summer Breeze, Force Attack, Endless Summer Open Air et d'autres. Ils réalisent également des reprises de Like the 309 de Johnny Cash et du classique de The Damned Love Song.

### Années 2010
En 2010, The Other quitte le label Fiend Force Records, créé par le chanteur Thorsten Wilms en 2003 en tant que label purement horror punk et foyer pour son propre groupe, et signe avec SPV. Le quatrième album New Blood sort le 21 mai 2010 en Europe et le 31 août 2010 en Amérique du Nord et reçoit de nouveau des critiques bienveillantes de la presse musicale. Pour la première fois, The Other accompagne Alice Cooper qui, selon le chanteur Rod Usher, a une grande influence sur la musique du groupe. En août 2010, The Other est le premier groupe d'horror punk à se produire au Wacken Open Air. En décembre de la même année, le bassiste Migore Drake quitte le groupe en raison de conflits d'emploi du temps. Le nouveau bassiste et chanteur de fond est Viktor Sharp, qui, tout comme ses deux prédécesseurs, était issu de l'entourage du groupe. En 2011, le groupe est suivi par le magazine documentaire Planetopia de la chaîne allemande Sat.1 pendant le Wave-Gotik-Treffen. L'émission présente la scène horror punk et montrait des extraits de la vie quotidienne du groupe. Par ailleurs, la quatrième partie de la série splatter Violent Shit du réalisateur underground Andreas Schnaas est sortie en 2011, dans laquelle The Other jouait les invités spéciaux.
De mars à avril 2012, le groupe retourne en studio pour travailler sur du nouveau matériel. Le nouvel album The Devils You Know sort le 15 juin 2012, dont le premier single était Puppet on a String. Parallèlement au nouvel album, la deuxième bande dessinée du groupe, Der Fluch des Kultes, du dessinateur Schwarwel, paraît chez Panini Comics.
Le 31 octobre 2012, le groupe fête ses dix ans d'existence lors du concert de clôture de la tournée Hellnights, en compagnie de Blitzkid et des Bloodsucking Zombies from Outer Space. En mai 2013, le guitariste et membre fondateur Sarge von Rock quitte le groupe. Comme ce départ était connu depuis le début de l'année, deux nouveaux guitaristes, Ben Crowe et Jack Saw, rejoignent le groupe dans la foulée et donnent leur premier concert avec le groupe en tant que tête d'affiche du jour au Wave-Gotik-Treffen à Leipzig. En 2014, le bassiste Viktor Sharp et le nouveau guitariste Jack Saw quittent le groupe pour se consacrer à leurs propres projets dans d'autres directions musicales, et sont remplacés par Aaron Torn à la basse et Pat Laveau à la guitare.
Lors de la sortie du nouvel album Fear Itself en juin 2015, Rod Usher déclare dans des interviews que cette période avait été la plus difficile de l'histoire du groupe et que les membres fondateurs restants, Usher et Caligari, envisageaient de dissoudre le groupe. Au lieu de cela, ils prennent un nouveau départ avec Fear Itself. Le nouvel album est présenté lors de festivals et fait l'objet d'une tournée en octobre 2015 avec Christian Death, Nim Vind et Argyle Goolsby and the Roving Midnight. En novembre, une tournée de tête d'affiche en Angleterre suit, notamment avec Al B. Damned en première partie. Après quelques concerts isolés au début de l'année 2016, le groupe effectue finalement une deuxième tournée américaine à partir de mars, qui le mène dans sept États du sud-ouest des États-Unis. Lors de cette tournée, le groupe joue notamment au Whisky a Go Go à West Hollywood. Fin juin 2016, Aaron Torn quitte le groupe pour prendre d'autres chemins musicaux. Il est remplacé par Chris Cranium. Le 19 septembre 2016, le groupe annonce sur sa page Facebook avoir commencé à travailler sur un 7e album studio.
Le 20 octobre 2017, l'album Casket Case sort, également disponible en édition spéciale dans un coffret cercueil. Ensuite, l'album part directement en tournée en Allemagne, qui se termine le 31 octobre 2017 au Live Music Hall de Cologne.

### Derniers albums
Le concert unplugged du 9 février 2019 à Düsseldorf est la dernière représentation avec Chris Cranium. Depuis le concert télévisé le 23 février 2019 à Bielefeld, Aaron Torn est de retour à la basse. Le 11 février 2019, The Other donne un concert unplugged au Pitcher à Düsseldorf. Ce concert est le dernier concert de Dr. Caligari et Pat Laveau. 
En 2020, ils sortent l'album Haunted,.

## Discographie

### Albums studio
- 2004 : They’re Alive!
- 2006 : We Are Who We Eat
- 2008 : The Place to Bleed
- 2010 : New Blood
- 2012 : The Devils You Know
- 2015 : Fear Itself
- 2017 : Casket Case
- 2020 : Haunted

### Démos
- 2003 : Let There Be Hell

### Clips
- 2007 : Lover's Lane
- 2012 : Puppet on a String
- 2015 : Dreaming of the Devil
- 2017 : End of Days
- 2017 : She’s a Ghost
- 2017 : Dead. And. Gone
- 2018 : What It's Like to Be a Monster
- 2020 : We're All Dead
- 2020 : Dead to You - Dead to Me
- 2020 : Turn it Louder